# Алькесар
Алькесар (ісп. Alquézar, араг. Alquezra) — муніципалітет в Іспанії, у складі автономної спільноти Арагон, у провінції Уеска. Населення — 321 особа (2009).
Муніципалітет розташований на відстані близько 370 км на північний схід від Мадрида, 36 км на схід від Уески.
На території муніципалітету розташовані такі населені пункти: (дані про населення за 2009 рік)
- Алькесар: 220 осіб
- Радікеро: 89 осіб
- Сан-Пелегрін: 4 особи

## Демографія
Динаміка населення (INE ):

## Галерея зображень

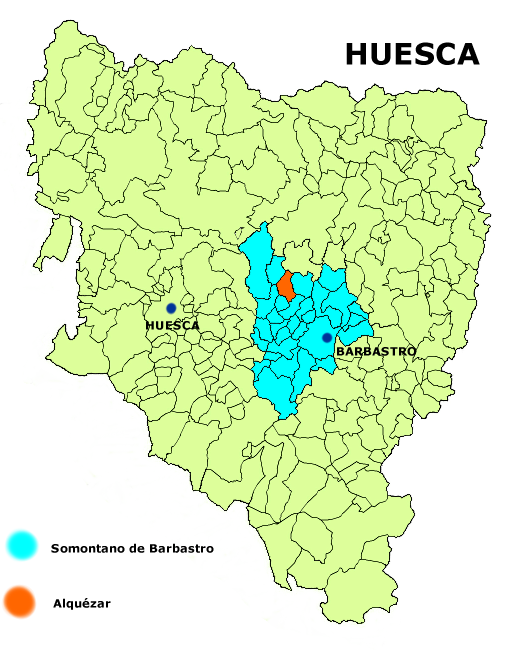
Розташування муніципалітету